# 1068年
| 千纪： | 2千纪 |
| 世纪： | 10世纪 \| 11世纪 \| 12世纪                                                                                       |
| 年代： | 1030年代 \| 1040年代 \| 1050年代 \| 1060年代 \| 1070年代 \| 1080年代 \| 1090年代                                 |
| 年份： | 1063年 \| 1064年 \| 1065年 \| 1066年 \| 1067年 \| 1068年 \| 1069年 \| 1070年 \| 1071年 \| 1072年 \| 1073年       |
| 纪年： | 戊申年（猴年）；辽咸雍四年；北宋熙宁元年；西夏道元年；大理正德七年；越南龍章天嗣三年，天貺寶象元年；日本治曆四年 |

## 大事记
- 宋神宗趙頊命翰林學士越次入對。
- 東羅馬帝國將軍羅曼努斯四世強娶先皇君士坦丁十世的遺孀登基，領導對塞爾柱帝國的軍事行動，收復許多失地並奪得了阿勒頗附近的一座城市，雙方邊界一度退至幼發拉底河。

## 出生
- 亨利一世，英格蘭諾曼第王朝國王。（1135年逝世，67岁）
- 完颜阿骨打，金太祖，金朝开国皇帝
- 张夔 (宋朝)，宋朝官员
- 曹辅 (宋朝)，宋朝官员
- 朱肱，宋代中醫學家
- 趙鼎臣，宋朝官员

## 逝世
- 任守忠，北宋宦官
- 吴奎 (宋朝)，北宋官員
- 曾宰，北宋官員。
- 盧士宗，北宋文臣
- 夏毅宗，西夏第二任皇帝
- 贝里特勤，喀喇汗国可汗
- 崔冲，高丽官員
- 後冷泉天皇，日本第70代天皇